# Висьмежиці (гміна)
Гміна Висьмежиці (пол. Gmina Wyśmierzyce) — місько-сільська гміна у центральній Польщі. Належить до Білобжезького повіту Мазовецького воєводства.
Станом на 31 грудня 2011 у гміні проживало 2858 осіб.

## Площа
Згідно з даними за 2007 рік площа гміни становила 104.31 км², у тому числі:
- орні землі: 55.00%
- ліси: 39.00%

Таким чином, площа гміни становить 16.32% площі повіту.

## Населення
Станом на 31 грудня 2011:
| Опис     | Загалом | Загалом | Чоловіки | Чоловіки | Жінки | Жінки |
| -------- | ------- | ------- | -------- | -------- | ----- | ----- |
| одиниця  | осіб    | %       | осіб     | %        | осіб  | %     |
| все      | 2858    | 100     | 1473     | 51.54    | 1385  | 48.46 |
| міське   | 914     | 100     | 478      | 52.30    | 436   | 47.70 |
| сільське | 1944    | 100     | 995      | 51.18    | 949   | 48.82 |

## Сусідні гміни
Гміна Висьмежиці межує з такими гмінами: Білобжеґі, Кльвув, Моґельниця, Нове-Място-над-Пилицею, Потворув, Промна, Радзанув.